# Großsteingräber bei Valthe-Oost
Die Großsteingräber bei Valthe-Oost sind zwei megalithische Grabanlagen der jungsteinzeitlichen Westgruppe der Trichterbecherkultur in Valthe, einem Ortsteil von Borger-Odoorn in der niederländischen Provinz Drenthe. Die Gräber tragen die Van-Giffen-Nummern D36 und D37.

## Lage
Die Gräber befinden sich südlich von Valthe am Hunebedweg. Grab D37 liegt nur etwa 25 m östlich von D36. 1,7 km westsüdwestlich befindet sich das Großsteingrab Valthe-Zuidwest (D35). Auch mehrere zerstörte Gräber sind aus dieser Gegend bekannt. 1,9 km westnordwestlich lag das Großsteingrab Valthe-Valtherveld (D33), 2,3 km südsüdwestlich das Großsteingrab Weerdinge (D37a) und 2,5 km westnordwestlich das Großsteingrab Odoorn-Noorderveld 2 (D32d).

## Forschungsgeschichte

### 18. und 19. Jahrhundert
Die Existenz der Gräber wurde erstmals auf der zwischen 1788 und 1792 entstandenen Hottinger-Karte erwähnt. Leonhardt Johannes Friedrich Janssen, Kurator der Sammlung niederländischer Altertümer im Rijksmuseum van Oudheden in Leiden, besuchte 1847 einen Großteil der noch erhaltenen Großsteingräber der Niederlande, darunter auch die Gräber bei Valthe-Oost, und publizierte im folgenden Jahr das erste Überblickswerk mit Baubeschreibungen und schematischen Plänen der Gräber. Janssens Nachfolger Willem Pleyte unternahm 1874 zusammen mit dem Fotografen Jan Goedeljee eine Reise durch Drenthe und ließ dort erstmals alle Großsteingräber systematisch fotografieren. Auf Grundlage dieser Fotos fertigte er Lithografien an. Conrad Leemans, Direktor des Rijksmuseums, unternahm 1877 unabhängig von Pleyte eine Reise nach Drenthe. Jan Ernst Henric Hooft van Iddekinge, der zuvor schon mit Pleyte dort gewesen war, fertigte für Leemans Pläne der Großsteingräber an. Leemans’ Bericht blieb allerdings unpubliziert. 1878 erfolgte eine Dokumentation durch William Collings Lukis und Henry Dryden, die auf Anregung von Augustus Wollaston Franks die Provinz Drenthe bereisten und dabei sehr genaue Grundriss- und Schnittzeichnungen von 40 Großsteingräbern anfertigten.

### 20. und 21. Jahrhundert
Zwischen 1904 und 1906 dokumentierte der Mediziner und Amateurarchäologe Willem Johannes de Wilde alle noch erhaltenen Großsteingräber der Niederlande durch genaue Pläne, Fotografien und ausführliche Baubeschreibungen. Seine Aufzeichnungen zum Grab von Valthe-Oost sind allerdings verloren gegangen. 1918 dokumentierte Albert Egges van Giffen die beiden Anlagen für seinen Atlas der niederländischen Großsteingräber. 1952 fanden Restaurierungen statt. 2017 wurden die Anlagen zusammen mit den anderen noch erhaltenen Großsteingräbern der Niederlande in einem Projekt der Provinz Drente und der Reichsuniversität Groningen von der Stiftung Gratama mittels Photogrammetrie in einem 3D-Atlas erfasst.

## Beschreibung

### Grab D36
Bei der Anlage handelt es sich um ein ostsüdost-westnordwestlich orientiertes Ganggrab. Eine steinerne Umfassung ist nicht auszumachen. Die Grabkammer hat eine Länge von 7,9 m. Sie besaß ursprünglich fünf Wandsteinpaare an den Langseiten und je einen Abschlussstein an den Schmalseiten. Der östliche Wandstein der südlichen Langseite fehlt. Von den ursprünglich fünf Decksteinen sind noch vier vorhanden. Einer liegt außerhalb der Kammer. Zwischen dem von Osten aus gesehen zweiten und dritten Wandstein der südlichen Langseite befindet sich der Zugang. Ihm war ein Gang vorgelagert, von dem nur noch ein Wandstein erhalten ist.

### Grab D37

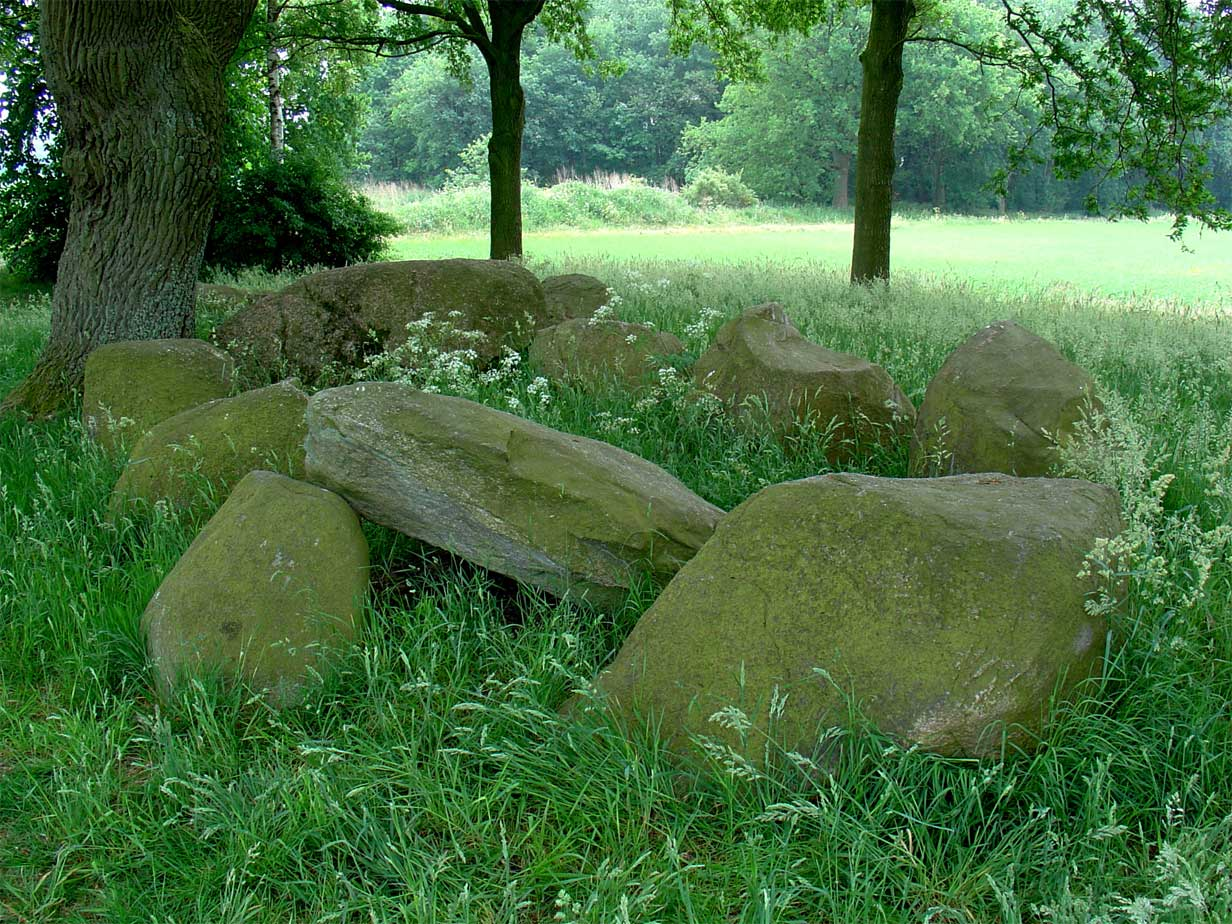
Grab D37

Bei D37 handelt es sich um ein ostsüdost-westnordwestlich orientiertes Ganggrab. Eine steinerne Umfassung ist nicht auszumachen. Die Grabkammer hat eine Länge von 11,4 m und eine Breite von 3,7 m. Sie besaß ursprünglich sechs Wandsteinpaare an den Langseiten und je einen Abschlussstein an den Schmalseiten. An jeder Langseite fehlt ein Wandstein. Von den ursprünglich sechs Decksteinen sind noch drei vorhanden, die aller im Inneren der Kammer liegen. Der östlichste ist in zwei Teile zerbrochen. Zwischen dem von Osten aus gesehen zweiten und dritten Wandstein der südlichen Langseite befindet sich der Zugang. Vorgelagerte Gangsteine wurden nicht festgestellt. Ob sie ursprünglich vorhanden waren, ist unklar.